# Celmisia

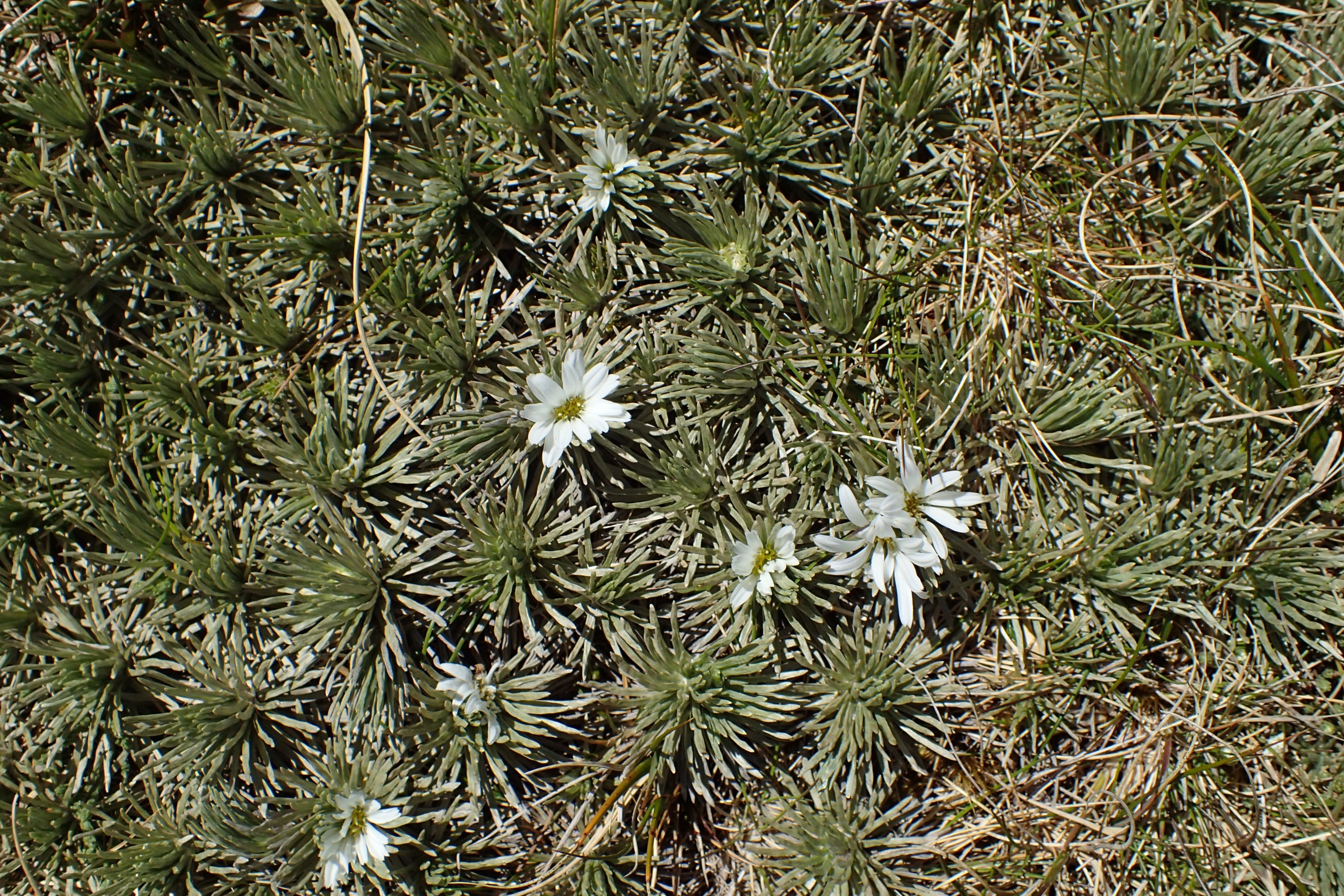
Celmisia sessiliflora

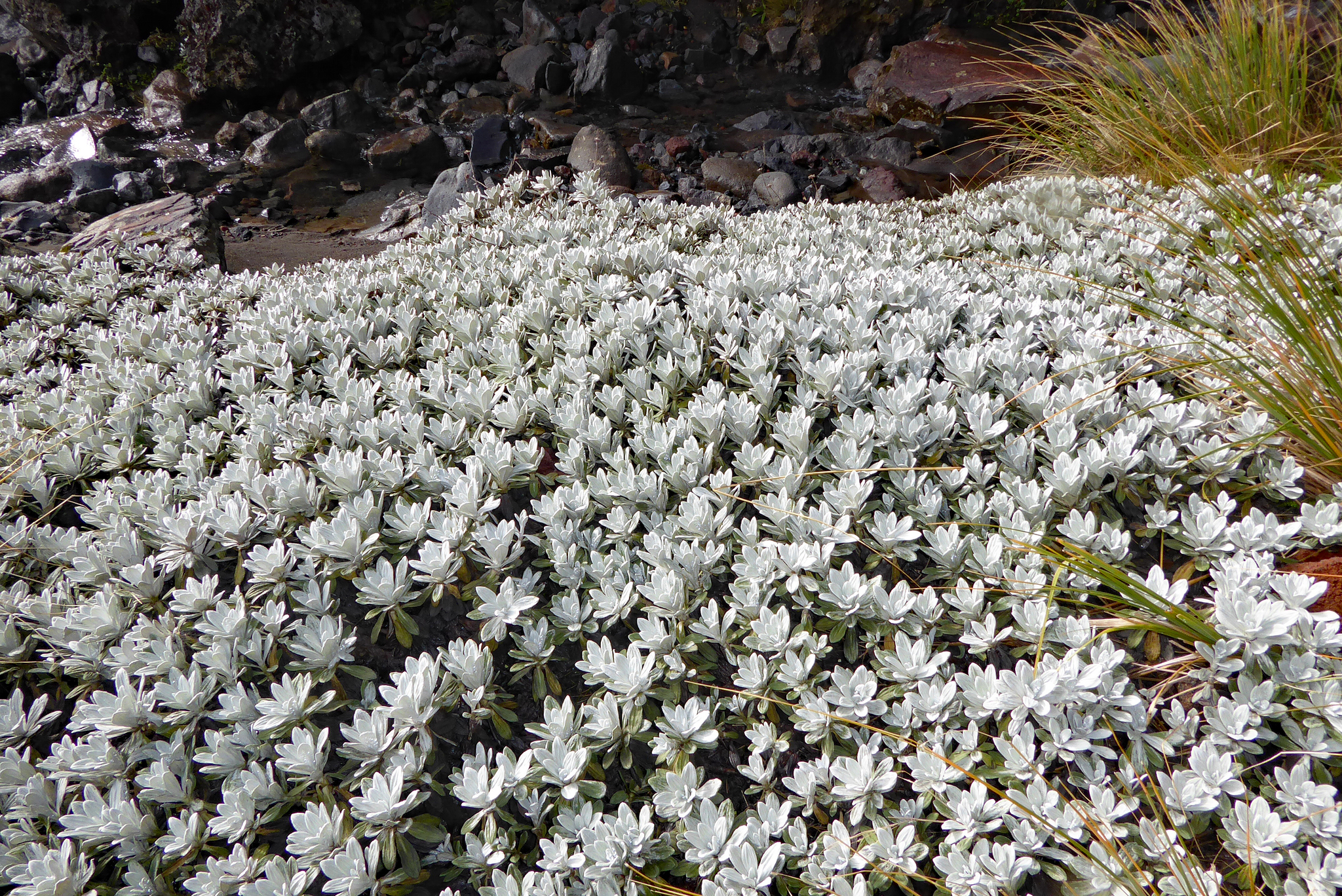
Celmisia incana

Celmisia (Celmisia (Cass.) Cass.) – rodzaj roślin z rodziny astrowatych (Asteraceae). Obejmuje 69–80 gatunków. Większość z nich jest endemitami Nowej Zelandii, 10 gatunków rośnie w południowo-wschodniej Australii. Niektóre gatunki uprawiane są jako rośliny ozdobne (np. celmisia popielata C. incana). Maorysi używali dawniej liści roślin z tego rodzaju do sporządzania peleryn chroniących przed deszczem i wyrobu sandałów. Poza tym palili liście tych roślin na podobieństwo tytoniu.

## Morfologia

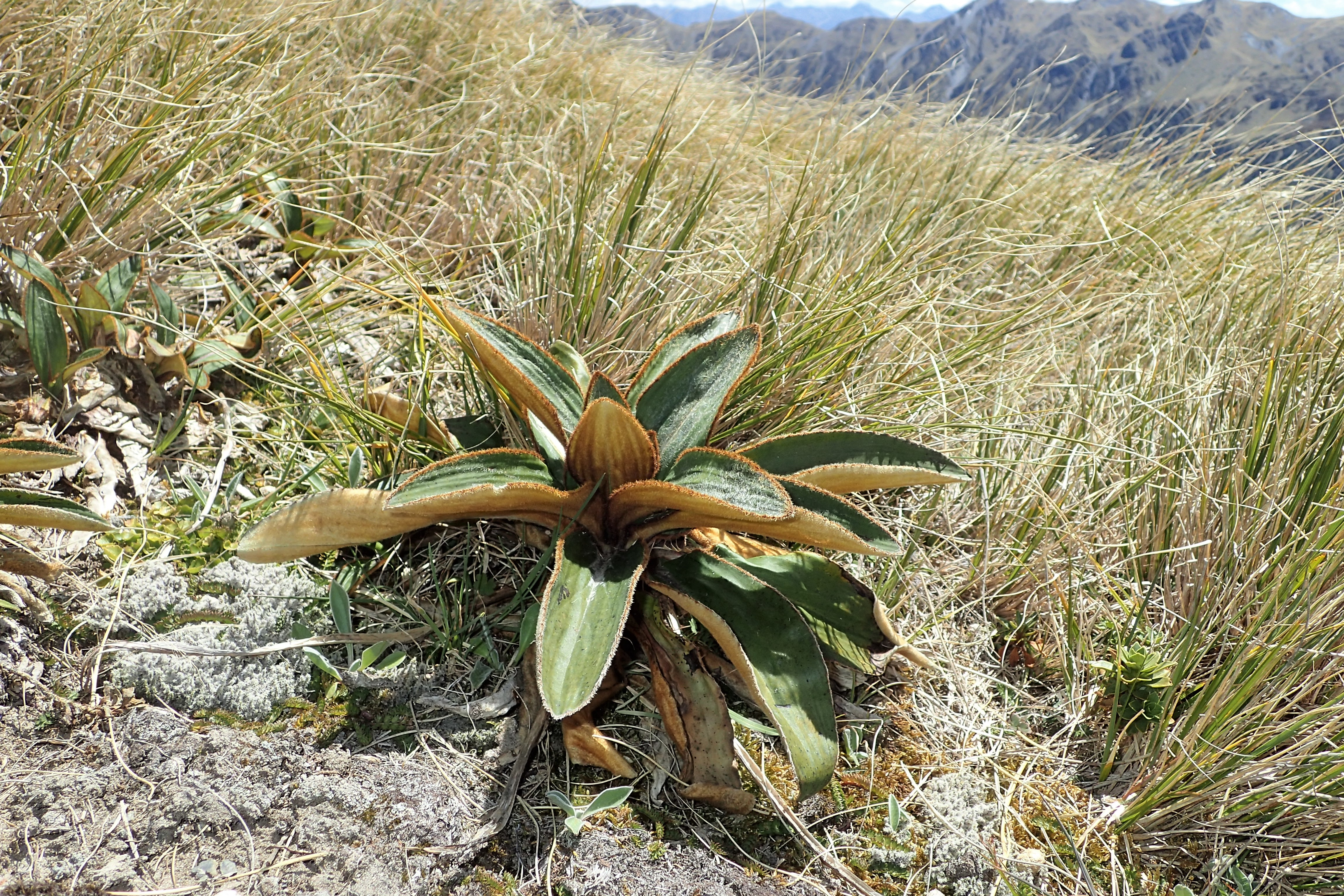
Rozeta liści Celmisia traversii

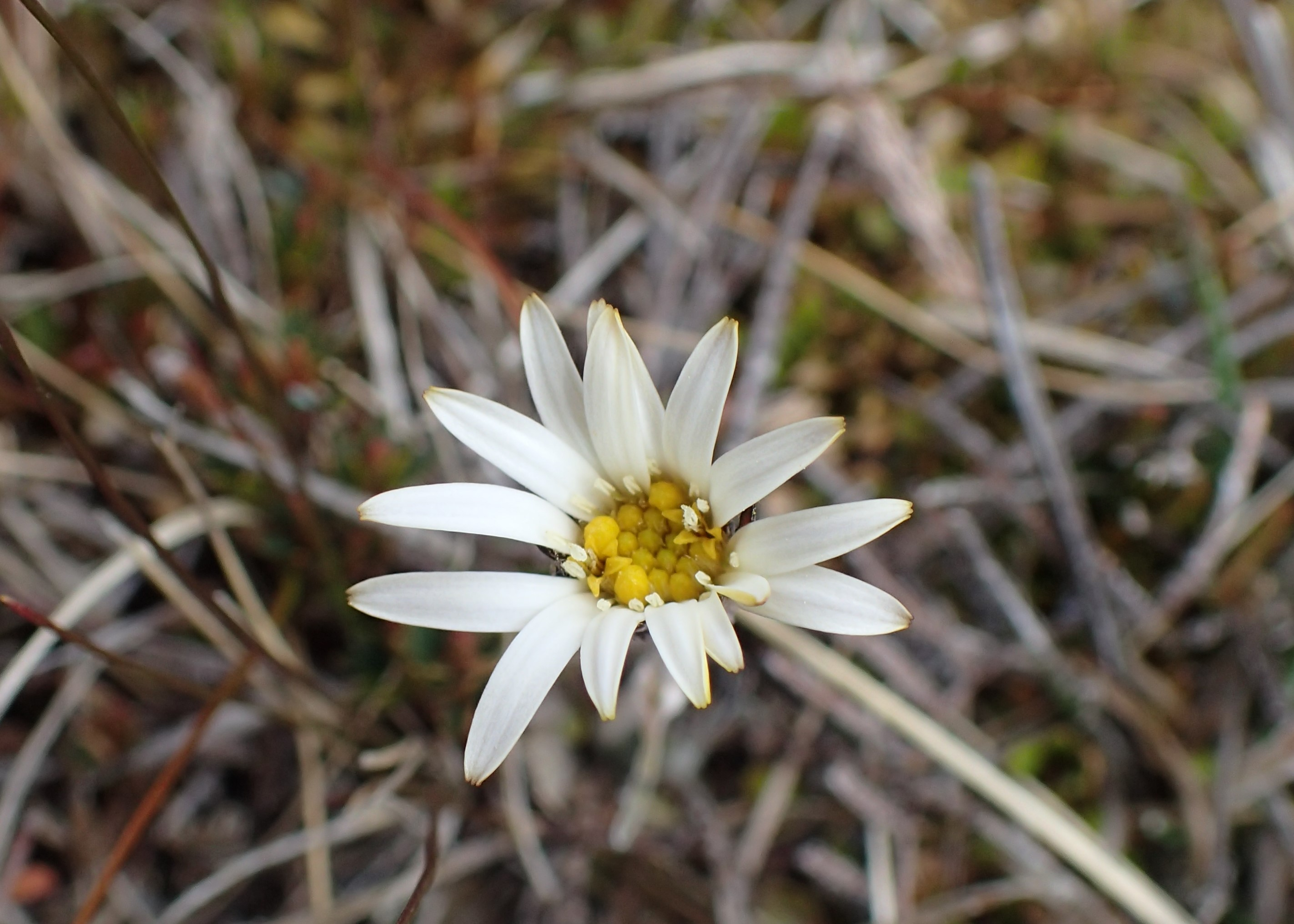
Kwiatostan Celmisia gracilenta

PokrójByliny o drewniejącej szyi korzeniowej, zwykle różyczkowate z bezlistną łodygą wznoszącą pojedynczy koszyczek.
LiścieZwykle skupione w przyziemnej rozecie, często skórzaste, od równowąskich do eliptyczno lancetowatych, z pochwiastymi nasadami, często pokryte białym kutnerem.
KwiatyZebrane w pojedyncze koszyczki. Okrywa ma kształt półkulisty do szerokodzwonkowatego, a jej równowąskie listki zebrane są w 4–5 okółkach. W środku koszyczka znajdują się kwiaty rurkowate, zaś kwiaty języczkowe znajdują się na brzegu koszyczka. Kwiaty języczkowe są żeńskie, o płatku barwy białej, czasem nieco fioletowym lub zaróżowionym. Kwiaty rurkowate są obupłciowe, o koronie wąskolejkowatej, z 5 ząbkami na szczycie, żółte do fioletowych.
OwoceNiełupki eliptyczne do jajowatych, ścieśnione, z 2–3 żebrami po bokach, z gęstymi, nierównej długości włoskami puchu kielichowego.

## Systematyka
Pozycja systematyczna
Rodzaj z plemienia Astereae z podrodziny Asteroideae w obrębie rodziny astrowatych (Asteraceae). 
Wykaz gatunków
- Celmisia adamsii Kirk
- Celmisia allanii W.Martin
- Celmisia alpina Cheeseman
- Celmisia angustifolia Cockayne
- Celmisia argentea Kirk
- Celmisia armstrongii Petrie
- Celmisia asteliifolia Hook.f.
- Celmisia bellidioides Hook.f.
- Celmisia bonplandii (Buchanan) Allan
- Celmisia boweana Petrie
- Celmisia brevifolia Cockayne ex Cheeseman
- Celmisia × christensenii Cockayne
- Celmisia clavata G.Simpson & J.S.Thomson
- Celmisia cockayneana Petrie
- Celmisia compacta Cheeseman
- Celmisia cordatifolia Buchanan
- Celmisia coriacea (G.Forst.) Hook.f.
- Celmisia costiniana M.Gray & Given
- Celmisia dallii Buchanan
- Celmisia densiflora Hook.f.
- Celmisia discolor Hook.f.
- Celmisia du-rietzii Cockayne & Allan
- Celmisia dubia Cheeseman
- Celmisia durietzii Cockayne & Allan
- Celmisia gibbsii Cheeseman
- Celmisia glabrescens Petrie
- Celmisia glandulosa Hook.f.
- Celmisia gracilenta Hook.f.
- Celmisia graminifolia Hook.f.
- Celmisia haastii Hook.f.
- Celmisia hectori Hook.f.
- Celmisia hieraciifolia Hook.f.
- Celmisia holosericea (G.Forst.) Hook.f.
- Celmisia hookeri Cockayne
- Celmisia inaccessa Given
- Celmisia incana Hook.f. – celmisia popielata[6]
- Celmisia insignis W.Martin
- Celmisia lanceolata Cockayne
- Celmisia lanigera Petrie
- Celmisia laricifolia Hook.f.
- Celmisia lateralis Buchanan
- Celmisia latifolia (F.Muell. ex Benth.) M.Gray & Given
- Celmisia lindsayi Hook.f.
- Celmisia linearis J.B.Armstr.
- Celmisia longifolia Cass.
- Celmisia lyallii Hook.f.
- Celmisia mackaui Raoul
- Celmisia macmahonii Kirk
- Celmisia major Cheeseman
- Celmisia markii W.G.Lee & Given
- Celmisia mollis Cockayne
- Celmisia monroi Hook.f.
- Celmisia morganii Cheeseman
- Celmisia × morrisonii Cockayne
- Celmisia parva Kirk
- Celmisia petiolata Hook.f.
- Celmisia petriei Cheeseman
- Celmisia philocremna Given
- Celmisia polyvena G.Simpson & J.S.Thomson
- Celmisia poppelwellii Petrie
- Celmisia praestans Allan
- Celmisia prorepens Petrie
- Celmisia pugioniformis M.Gray & Given
- Celmisia ramulosa Hook.f.
- Celmisia rigida (Kirk) Cockayne
- Celmisia rupestris Cheeseman
- Celmisia rutlandii Kirk
- Celmisia saxifraga (Benth.) W.M.Curtis
- Celmisia semicordata Petrie
- Celmisia sericophylla J.H.Willis
- Celmisia sessiliflora Hook.f.
- Celmisia similis Given
- Celmisia sinclairii Hook.f.
- Celmisia spectabilis Hook.f.
- Celmisia spedenii G.Simpson
- Celmisia thomsonii Cheeseman
- Celmisia tomentella M.Gray & Given
- Celmisia traversii Hook.f.
- Celmisia verbascifolia Hook.f.
- Celmisia vespertina Given
- Celmisia viscosa Hook.f.
- Celmisia walkeri Kirk